# Domenica in tre capi
(Domenica in tre capi)
Domenica in tre capi (Sunday Under Three Heads) è un pamphlet politico scritto nel 1836 dall'autore del Regno Unito Charles Dickens sotto lo pseudonimo di Timothy Sparks.

## Pubblicazione
Questo pamphlet, lungo una cinquantina di pagine, è scritto in prima persona da Charles Dickens, sotto lo pseudonimo di Timothy Sparks, e dedicato al Reverendo Vescovo di Londra. Pubblicato per la prima volta nel 1836 per l'editore Chapman & Hall.

## Contenuto
Nell'aprile del 1836, Dickens assiste sdegnato all'ennesima proposta alla Camera di una legge pensata dal baronetto Sir Andrew Agnew. Il disegno di legge prevede la rigida osservazione del Sabbath, durante la domenica, negando alle classi più povere i sani divertimenti e il godimento di una passeggiata all'aria aperta.
Ciò che maggiormente indigna Dickens è la parzialità degli effetti dell'istituzione di questa legge, discriminatoria nei confronti delle classi più umili della società. Nei tre capitoli del pamphlet, ci viene proposto, tra gli intermezzi narrativi e i ragionamenti logici atti a screditare la legge, la domenica da tre punti di vista: “Com'è”, “Come sarebbe dopo l'introduzione delle leggi sul Sabbath”, “Come potrebbe essere”.
È un'opera importante perché scritta agli esordi della carriera di Dickens in un periodo di grande fervore culturale e perché riporta per la prima volta molti dei temi che saranno poi ripresi nelle successive opere narrative: il divario poveri-ricchi, i divertimenti popolari, la lotta alla corruzione e al sabbatarianesimo, la filantropia e l'osservazione minuziosa dei personaggi che affollano la Londra vittoriana.

## Edizioni italiane
- trad.di Rossella Monaco, Galassia Arte, 2013. ISBN 978-88-97695-78-3